# Авиаэнерго
 ОАО «Авиакомпания «Авиаэнерго» (англ. «Aviaenergo») — ныне недействующая чартерная авиакомпания со штаб-квартирой в Москве. Она была основана 31 декабря 1992 года и выполняла чартерные рейсы в пределах Европы, СНГ и других стран со своей основной базы в аэропорту Внуково, а также из аэропорта Шереметьево. Компания прекратила свою деятельность в 2011 году.

## История

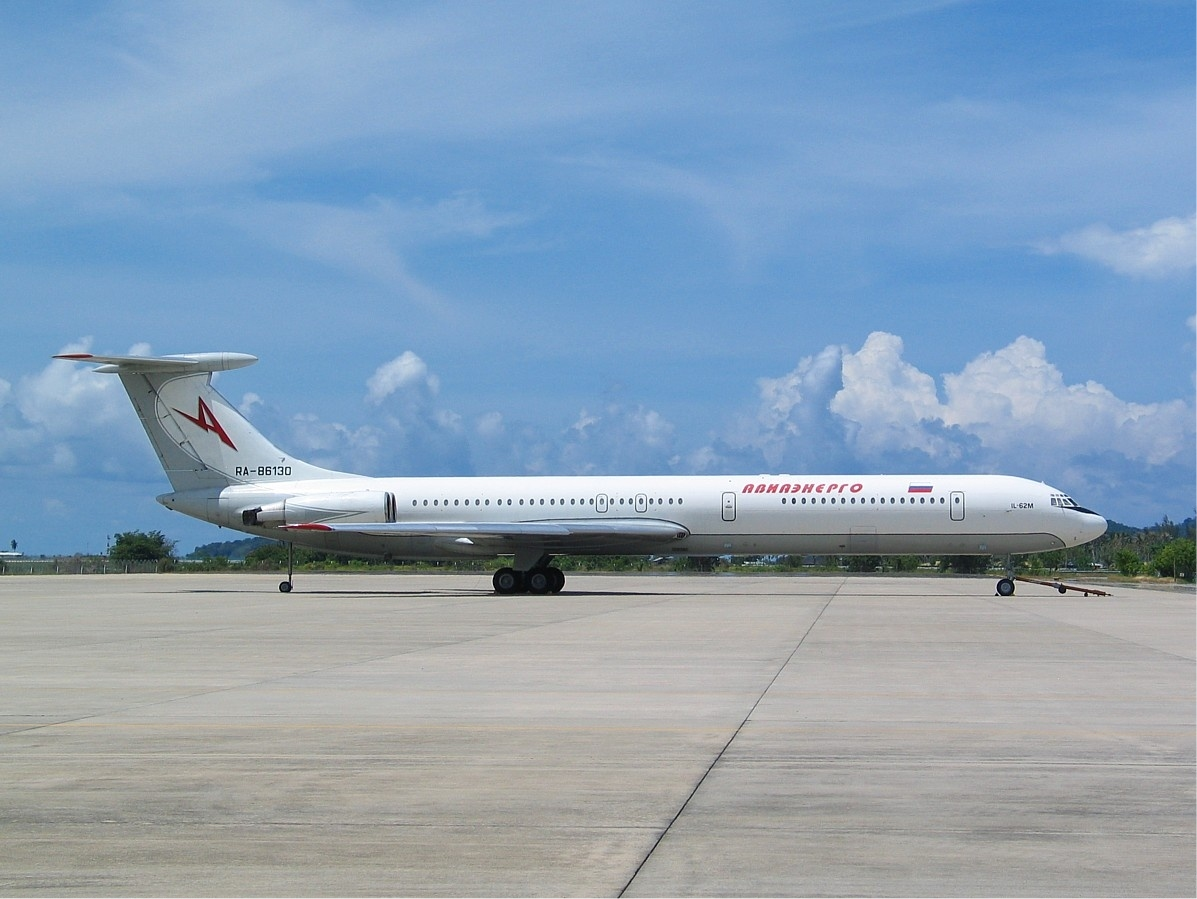
Ил-62M

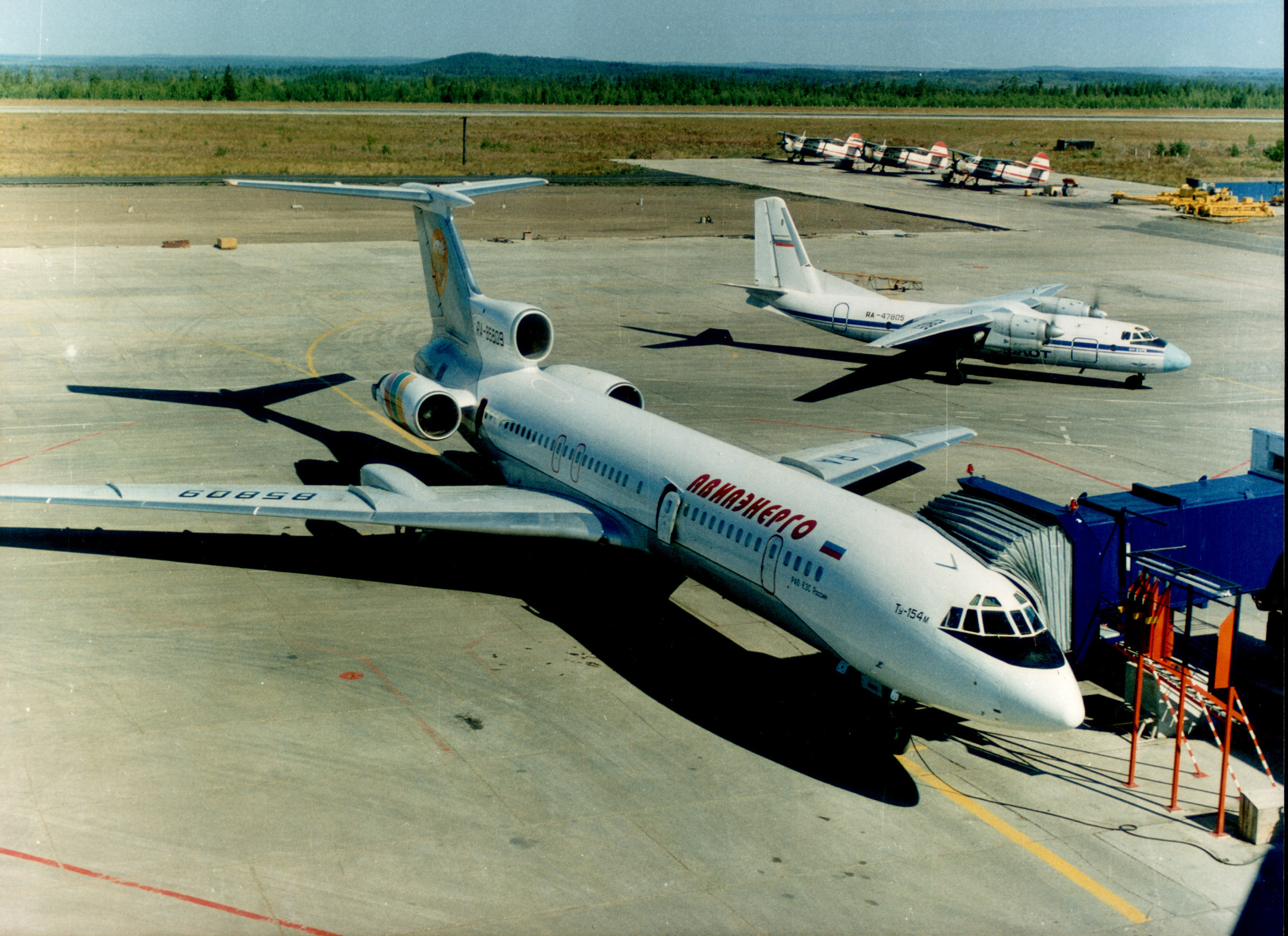
Ту-154М авиакомпании Авиаэнерго

ОАО АК «Авиаэнерго» выполняла пассажирские чартерные рейсы из России по многим направлениям по всему миру.
18 апреля 2011 г. в связи с накопившейся в 2010 г. задолженностью перед аэропортом «Самара-Куромоч» Росавиация временно приостановила действие лицензии «Авиаэнерго» на осуществление воздушных перевозок до окончания процедуры банкротства компании.
18 июля 2011 года Управление гражданской авиации России Росавиация аннулировало лицензию авиакомпании «Авиаэнерго» на осуществление воздушных перевозок.
ОАО АК «Авиаэнерго» ликвидировано 28 февраля 2015 года на основании определения арбитражного суда о завершении конкурсного производства.

## Флот

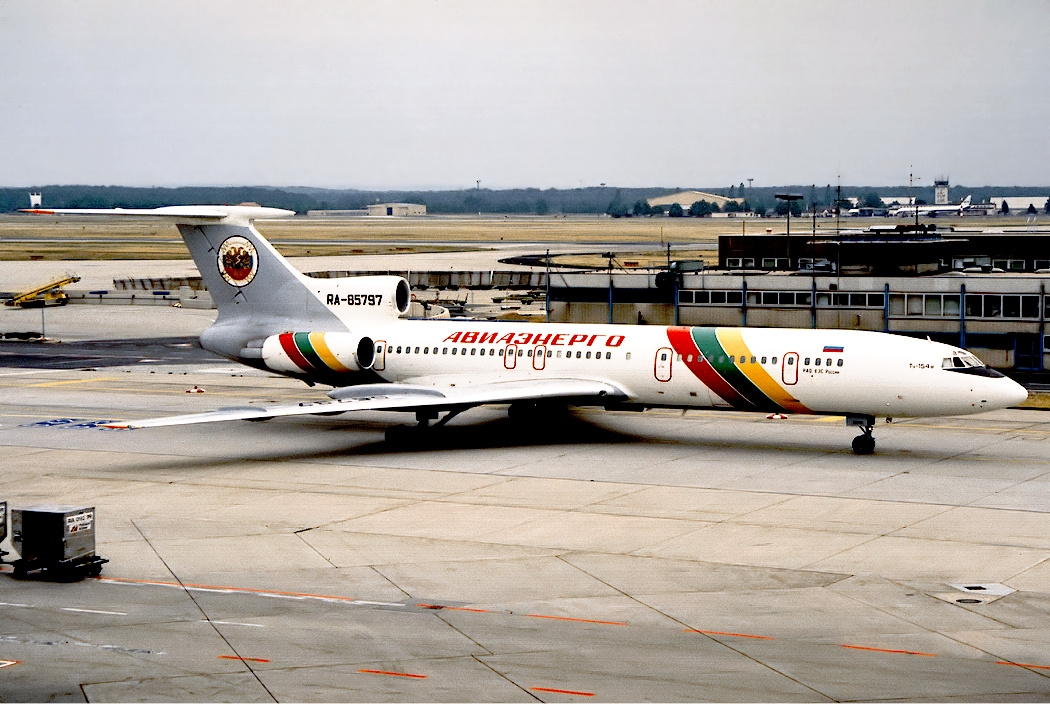
Ту-154 авиакомпании Авиаэнерго в памятных цветах своего двухлетия

### Текущий[7]
- 1 Ильюшин Ил-62МК[8]

- 1 Туполев Ту-134А3

- 3 Туполев Ту-154М

### Исторический
- 3 Ильюшин Ил-76ТД